# أحمد العبيدي
أحمد رياض طالب العبيدي هو رياضي وأكاديمي وسياسي عراقي، له شهادة دكتوراة في علوم الفيزياء، عُيّنَ وزيراً للشباب والرياضة في حكومة عادل عبد المهدي في 25 تشرين الأول 2018.
كان عضو المنتخب الوطني العراقي بكرة اليد في الثمانينات من القرن الماضي ثم مدرباً لفريق كرة اليد.